# Usan-dong, Buk-gu, Gwangju
Usan-dong (koreanska: 우산동)  är en stadsdel i stadsdistriktet Buk-gu i staden Gwangju i den sydvästra delen av Sydkorea,  270 km söder om huvudstaden Seoul.